# Vincent Monteiro
Vincent Monteiro (...) è un giocatore di football americano francese che gioca come wide receiver per i Blue Stars de Marseille.